# さぬき市立神前小学校
さぬき市立神前小学校（さぬきしりつ かんざきしょうがっこう）は、香川県さぬき市寒川町神前にあった公立小学校。

## 沿革
- 1872年（明治5年）8月 - 山崎薬師庵を仮校舎とした山崎小学校が開校。
- 1887年（明治20年）4月 - 寒川郡神前村の現地点へ移転し、神前小学校に改称。
- 1890年（明治23年）4月 - 神前村立神前尋常小学校に改称。
- 1906年（明治39年）4月 - 高等科を併設し、神前尋常高等小学校に改称。
- 1941年（昭和16年）4月 - 神前国民学校に改称。
- 1947年（昭和22年）4月 - 神前村立神前小学校に改称。
- 1955年（昭和30年）7月 - 町村合併に伴い、寒川村立神前小学校に改称。
- 1961年（昭和36年） - 寒川村が町制施行。寒川町立神前小学校に改称。
- 1962年（昭和37年） - 校歌制定。
- 1967年（昭和42年）8月 - 校旗制定。
- 1995年（平成7年）10月 - 標準服を一部変更。校章バッジ制定。
- 2002年（平成14年）4月 - 町合併・市制施行に伴い、さぬき市立神前小学校に改称。
- 2019年（平成31年）3月31日 - 閉校。石田小学校と統合し、旧天王中学校跡地にさぬき市立寒川小学校が開校。

## 交通アクセス
- 四国旅客鉄道（JR四国）神前駅下車。
- さぬき市コミュニティバスも近くを通っているが、本数は少ない。

## 著名な出身者
- 玉木雄一郎[1]（衆議院議員、国民民主党代表）